# Beni Gorfet
Beni Gorfet(en árabe: بني ڭرفط‎, en lenguas bereberes: ⴱⵏⵉ ⴳⵕⴼⵟ, en francés: Béni Garfett) es un municipio marroquí en la región de Tánger-Tetuán-Alhucemas. Desde 1912 hasta 1956 perteneció a la zona norte del Protectorado español de Marruecos. Tuvo una gran importancia mohamad edrisi durante cuatro meses de 1924 a 1925, el sargento Manuel Sánchez Vivancos protagonizó en esta localidad la heroica defensa del blocao de Tikún, que le ganó la laureada.